# Fredrik af Klercker (diplomat)
Carl Fredrik af Klercker, född den 10 juni 1869 i Kristianstad, död den 9 september 1941 i Engelbrekts församling i Stockholm, var en svensk diplomat.

## Biografi
af Klercker blev filosofie kandidat vid Lunds universitet 1889, juris kandidat 1893, ingick i diplomattjänst 1894 och var legationsråd i Paris 1906–1910, envoyé i Bryssel och Haag 1910–1920. Från 1921 verkade han som diplomat i disponibilitet.
Fredrik af Klercker, som tillhörde adelsätten af Klercker, var son till majoren Ernst Fredrik af Klercker och friherrinnan Charlotta Bennet. Han var bror till Kjell-Otto och Georg af Klercker.
Fredrik af Klercker är gravsatt vid Norra krematoriet på Norra begravningsplatsen utanför Stockholm.

## Utmärkelser

### Svenska utmärkelser
- Kommendör med stora korset av Nordstjärneorden, 18 december 1920.[3]
- Kommendör av första klass av Nordstjärneorden, 6 juni 1912.[3]
- Riddare av Nordstjärneorden, 16 juni 1908.[3]
- Riddare av Vasaorden, 6 november 1905.[3]
- Konung Gustaf V:s olympiska minnesmedalj, 1912.[3]

### Utländska utmärkelser
- Storkorset av Belgiska Kronorden, 1913.[3]
- Storkorset av Bulgariska Civilförtjänstorden, 1921.[3]
- Kommendör av Franska Hederslegionen, 1908.[3]
- Officer av Franska Hederslegionen, 1906.[3]
- Riddare av Franska Hederslegionen, 1902.[3]
- Fjärde klassen av Japanska Uppgående solens orden, 1899.[3]
- Andra klassen av Kinesiska Gyllene skördens orden, 1919.[3]
- Storkorset av Nederländska Oranien-Nassauorden, 1921.[3]
- Riddare av Norska Sankt Olavs orden, 1 december 1904.[3]
- Riddare av fjärde klassen av Preussiska Kronorden, 1897.[3]
- Riddare av Sachsiska Albreksorden, 1902.[3]